# Les Champs Magnetiques
Les Champs Magnétiques (în engleză Magnetic Fields) este al cincilea album al lui Jean Michel Jarre, lansat în 1981 prin Disques Dreyfus. Albumul este unul dintre primele pe care s-a folosit samplingul ca element muzical, soundul de pe acest disc fiind diferit de cel de pe precedentele două albume ale lui Jarre, cu toate că stilul unic al artistului se face totuși observat pe durata albumului. Pentru acest album Jarre a fost inspirat de lucrările lui Andy Warhol.
Prima piesă de pe disc și cea mai lungă este alcătuită din trei secvențe. 
Albumul a ajuns până pe locul 6 în Regatul Unit, clasându-se doar pe 96 în topurile din SUA. 

## Tracklist
1. "Magnetic Fields Part 1" (17:57)
2. "Magnetic Fields Part 2" (5:25)
3. "Magnetic Fields Part 3" (2:55)
4. "Magnetic Fields Part 4" (6:13)
5. "Magnetic Fields Part 5" (3:31)

## Single-uri
- "Magnetic Fields Part 2" (1981)
- "Magnetic Fields Part 4" (1981)